# Zyklon
Zyklon — блэк-дэт-метал-проект норвежских музыкантов Самота и Трюма Торсона, известных по работе с Emperor, Thou Shalt Suffer, SCUM, Gorgoroth, Satyricon, Ildjarn, Burzum, Trym, Paganize, Shadow Season, Hagalaz Runedance, Old Man’s Child, Ceremony, Enslaved.

## История
Zyklon основали участники группы Emperor — гитарист Samoth (сменивший псевдоним на «Zamoth») и Трюм Торсон — с гитаристом, известным под псевдонимом Destructhor, из группы Myrkskog. В 2000 году в коллектив был приглашён вокалист Daemon (Видар Йенсен) из Limbonic Art. Место бас-гитариста по очереди занимали Zamoth и Destructhor. Музыкальная часть дебютного альбома была написана группой в рекордно короткие сроки. Лирической составляющей занимался Faust (ex-Emperor), отбывая срок в камере одной из норвежских тюрем.
Дебютный альбом под названием World ov Worms вышел в феврале 2001 года в Европе и в апреле в США.
После участия в Milwaukee Metalfest 2001 команда расстаётся с вокалистом Daemon, и его заменяет Secthdamon (Odyum, Myrkskog), который также берёт на себя роль басиста.
В сентябре 2003-го выходит второй полноформатный альбом Aeon, записанный, как и дебютный альбом, на норвежской Akkerhaugen Lydstudio.
В 2006 году Zyklon выпускают свой третий и, на данный момент, последний альбом Disintegrate.
В 2008 году участники проекта берут двухлетний перерыв, но, по прошествии этого времени, коллектив становится недееспособным. Музыканты принимают решение распустить состав.
Последним релизом коллектива для лейбла Candlelight Records стал бокс-сет The Storm Manifesto, в который вошли три альбома группы и бонус-материал.

## Состав

### Последний состав
- Samoth — гитара (1998—2010), бас-гитара (1998—2001)
- Trym Torson — ударные (1998—2010)
- Destructhor — гитара (1998—2010), бас-гитара (1998—2001)
- Secthdamon — вокал, бас-гитара (2001—2010)

### Бывшие участники
- Daemon — вокал (2000—2001)
- Cosmocrator — бас-гитара (2000—2001)

## Дискография

### Альбомы
- World ov Worms (2001)
- сплит с Red Harvest (2003)
- Aeon (2003)
- Disintegrate (2006)

### DVD
- Storm Detonation Live DVD (2006)

### Видеоклипы
- Psyklon Aeon
- Core Solution